# Tuco-tuco andí
El tuco-tuco andí (Ctenomys opimus) és una espècie de mamífer rosegador de la família dels ctenòmids. Viu a l'Argentina, Bolívia, Xile i el Perú. Es tracta d'un animal diürn i crepuscular que s'alimenta de les arrels, tiges o fulles de la majoria de plantes del seu entorn. El seu hàbitat natural és la puna. És una espècie en risc mínim, és a dir, no sembla que hi hagi cap amenaça significativa per a la seva supervivència.